# Gonzalo Alfredo Ontiveros Vivas
Gonzalo Alfredo Ontiveros Vivas (ur. 5 grudnia 1968 w El Valle Capacho) – wenezuelski duchowny katolicki, wikariusz apostolski Caroní  od 2021. 

## Życiorys

### Prezbiterat
Święcenia kapłańskie przyjął 14 sierpnia 1993 i został inkardynowany do diecezji San Cristóbal de Venezuela. Przez wiele lat pracował jako kapelan wojskowy. W latach 2007–2012 był też pracownikiem seminarium diecezjalnego, kierując nim w latach 2008–2012. 

### Episkopat
27 kwietnia 2021 papież Franciszek mianował go wikariuszem apostolskim Caroní. Sakry udzielił mu 26 czerwca 2021 biskup Mario Moronta.